# 차진혁
차진혁(2002년 2월 13일 ~)은 대한민국의 가수다.

## 학력
- 서울논현초등학교 졸업
- 신구중학교 졸업
- 영동고등학교

## 방송
- 쇼미더머니 6 (2017) - 1차 예선 탈락
- 쇼미더머니 777 (2018)
- 수퍼비의 랩 학원 (2019) - 1차 예선 탈락
- 쇼미더머니 10 (2021) - 영상 심사 탈락
- 드랍더비트 (2022) - Top48(27위)

## 음반
- Creator Collaboration Album Part.1 '유피디 X 차진혁' (2017)
- 쿵푸&허슬 (2017)
- GOODBYE UNDERCLOUD (2020)